# Гусарская улица (Пушкин)
Гуса́рская улица — улица в городе Пушкине (Пушкинский район Санкт-Петербурга). Проходит от Парковой улицы до железной дороги в западную нежилую зону Пушкина. После железной дороги переходит в Катлинскую дорогу.

## Название
Гусарской улица стала в 1830-х годах. Топоним связан с тем, что в начале улицы располагаются казармы лейб-гвардии Гусарского полка.
4 сентября 1919 года состоялось первое переименование — в улицу Тюкина (в честь председателя Отдельной Царскосельской социалистической красной батареи). 27 февраля 1941 года она стала улицей Ле́рмонтова (в честь русского поэта М. Ю. Лермонтова, в 1834—1840 годах служившего в Гусарском полку.
7 июля 1993 года было возвращено историческое название — Гусарская улица. Имя Лермонтова увековечили в 2017 году в названии Лермонтовской площади на перекрёстке Гумилёвской и Карамзинской улиц.

## Застройка

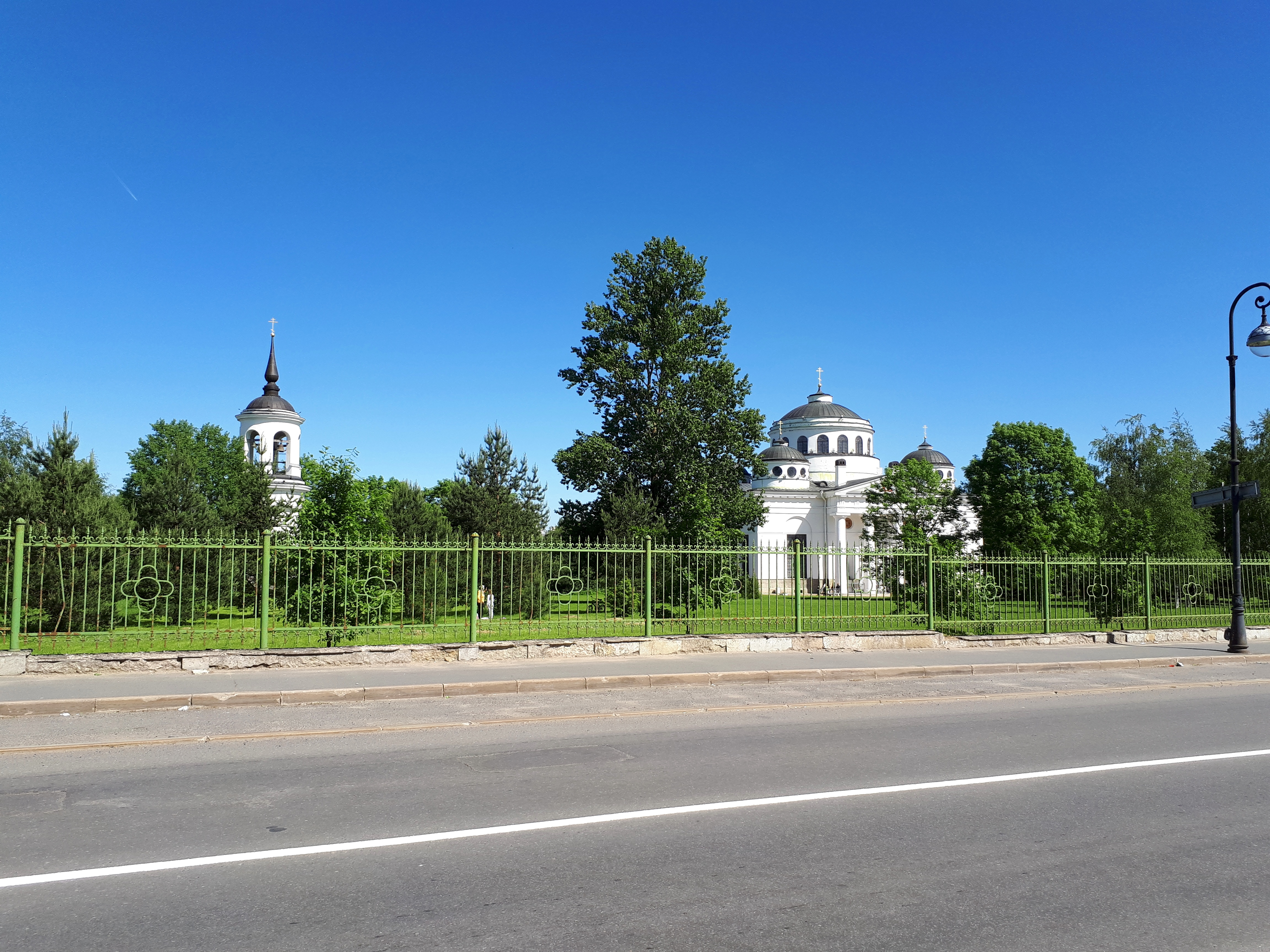
Вид на Софийский собор и колокольню с Гусарской улицы

Исторически застройка Гусарской улицы формировалась преимущественно на чётной стороне между Парковой и Сапёрной улицами. Там же расположена Софийская площадь с Софийским собором. В 2015 году там были сданы четыре жилых дома, построенные на территории Агрофизического института (Гусарская улица, 9).
В 2008 году был сдан в эксплуатацию жилой комплекс для военнослужащих на чётной стороне. Все дома в нем получили адреса по периметральным улицам — Гусарской, Сапёрной и Красносельскому шоссе. Несмотря на то что расположенным внутри комплекса улицам присвоили названия, исправлять адреса не предполагается, хотя попытки такие были.

## Достопримечательности
Дом № 4, литера Ц — бывший Гарнизонный манеж лейб-гвардии Гусарского полка, 1889 год, архитектор не установлен. В 2001 году здание включили в реестр выявленных объектов культурного наследия, однако в 2014 по результатам экспертизы Натальи Глинской здание лишили охранного статуса. В начале 2020-х дом отремонтировали, изменив внешнее оформление фасадов, в нём открылся бизнес-центр.
На перекрёстке с Сапёрной улицей имеет небольшой сдвиг. Последующий участок улицы жилой застройки не имеет. Юго-восточнее перекрёстка Гусарской и Саперной располагается садоводство ЛШУАПК.

## Перекрёстки
- Парковая улица
- Колокольный переулок
- улица Красной Звезды
- Гвардейский бульвар
- Кирасирская улица
- Сапёрная улица